# Turfakkers
Turfakkers is een gehucht en buurt langs de N70 in de Belgische stad Lokeren.

## Geschiedenis
Diverse historische kaarten, waaronder de Ferrariskaart en de Atlas der Buurtwegen, tonen aan dat er vroeger geen bebouwing was op deze locatie. Het betrof destijds een gebied met landbouwgronden, dat langs de heerweg tussen Gent en Antwerpen in de volksmond bekend stond als "de Terfakkers". Door lintbebouwing en het verbreden van de heerweg ontstonden hier later woningen, winkels en lokale industrie. De nieuwe bebouwing kreeg de lokale benaming "Turfakkers", dat voortkwam uit de vroegere benaming voor de landbouwgronden.

## Ligging
Turfakkers is centraal gelegen in Lokeren aan de N70, tussen Puttenen/Heirbrug en Keersmakers.
Deelgemeenten: Daknam · Eksaarde · Lokeren · Moerbeke

Dorpen: Doorslaar · Heiende · Koewacht · Kruisstraat · Oudenbos

Gehuchten: Brandbezen · Bautschoot · Briel · Calaigne · Caudenborm · De Katte · Den Oever · Duivekeet · Eksaardedam · Everslaar · Fortuine · Ganzendries · Lammeken · Heydensveer · Hillare · Hul · Keerken · Keersmakers · Molenhoek · Molsbergen · Naastveld ·  Nieuwpoort · Oosteindeke · Pereboom · Rijssel · Rode Sluis · Scheepken · Staakte · Stenenbrug · Terwest · Turfakkers · Veldeken · Vogelzang · Vossel · Werkstede · Westhoek · Zeveneekskens · Zwarte Sluis

Wijken: Bergendries · Bokslaar · Bloemenwijk · De Kop · Flamigantenwijk · Ledehof · Heirbrug · Lokeren-Zuid · Puttenen · Rozen · Schrijverswijk · Spoele · Stationswijk · Vogelkwijk

Buurten: Kouter · Oude Brug · 't Zand

Belgische gemeenten · Arrondissement Sint-Niklaas · Oost-Vlaanderen · Vlaanderen